# 2420 Čiurlionis
A 2420 Ciurlionis (ideiglenes jelöléssel 1975 TN) a Naprendszer kisbolygóövében található aszteroida. Nyikolaj Sztyepanovics Csernih fedezte fel 1975. október 3-án.